# Большие Липяги (Белгородская область)
Большие Липяги — село в Вейделевском районе Белгородской области России, административный центр Большелипяговского сельского поселения.

## География
Село расположено в юго-восточной части Белгородской области, в 2,88 км по прямой к северу от районного центра, посёлка Вейделевки. В окрестностях села имеются населённые пункты с перекликающимися названиями: Куликовы Липяги к востоко-северо-востоку и Брянские Липяги к юго-западу.

## История

### Происхождение названия и населения
Название селения произошло от русского старинного слова «липняк», «липяг» — возвышенность с лесом на вершине. Это одно из старейших селений края. Основано в первой половине XIX века русскими «служилыми людьми», выходцами из центральных губерний России, из Валуек, однодворцами и валуйскими казаками.

### Исторический очерк
Поселение основано в первой половине XVIII века. Жители были однодворцами и войсковыми обывателями, поэтому не знали тягот крепостничества.
В 1862 году в Больших Липягах была построена церковь. В 1864 году открыта школа.
В 1894 году в селе насчитывалось 300 домов стоимостью 24 тысяч рублей, 19 кустарных промышленных заведений, одна лавка.
К началу XX века Большие Липяги стало одним из самых богатых поселений края. 18 крестьянских хозяйств имели свыше 50 десятин земли, 58 дворов — от 15 до 25 десятин, 171 хозяйство — от 5 до 15 десятин. На все село был один безземельный, да и тот приезжий и 8 семей не имели собственных домов. На каждое хозяйство приходилось в среднем пять голов скота. Крестьяне имели 473 лошади, 308 волов, 233 коровы, 1810 овец, 250 свиней. Из сельскохозяйственных орудий: плугов — 51, сох — 401, молотилок — 20. Была организована большая торговля скотом, хлебом (оборот составлял около 30 тысяч рублей).
В начале 1900-х годов в селе Больших Липягах было 3 общественных здания, церковь, земская школа, ветряные мельницы, мелочная и винная лавки.
В селе было развито пчеловодство — в 1909 году здесь держали 21 пасеку с 793 ульями.
В 1911 году 454 крестьянина уходили из села на железную дорогу и сахарный завод на заработки. В 1911 году в Больших Липягах построили здание школы.
До революции почти все мужчины села были грамотные.
Весной 1918 года село Большие Липяги было оккупировано немецкими войсками и войсками украинских националистов. В период оккупации края немецкими войсками в мае—ноябре 1918 года в селах создавались партизанские группы для предстоящих боев. В результате работы активов в Валуйском уезде была создана повстанческая армия, насчитывающая более 12 тысяч крестьян. Вошли в эту армию и крестьяне из Больших Липяг.
Летом—зимой 1919 года село контролировалось деникинскими войсками. Затем Большие Липяги заняла Конная армия Будённого.
В Больших Липягах случались восстания против продразверстки. В 1920—1921 годах отряды восставших кулаков расправлялись с активистами. Лишь к концу 1921 года бандитизм был ликвидирован. В марте 1921 года продовольственная развёрстка была заменена продналогом.
В 1922 году происходило укрупнение волостей. Территория Большелипяговской волости перешла к Вейделевской волости.
В 1928 году проводились ликвидация губерний, уездов и волостей, деление на области, округи, районы. Был образован Вейделевский район, куда вошла территория бывшей Большелипяговской волости.
В 1932 году село Большие Липяги стало центром большого сельсовета в Вейделевском районе, в который входило 10 населенных пунктов.
В начале 1930-х годов в Больших Липягах образовались пять колхозов: колхоз им. Войкова, «Парижская коммуна», «16 партсъезд», «Коминтерн», «Путь к социализму».
В 1933 году свирепствовал страшный голод, унесший много жизней.
В годы Великой Отечественной войны в ряды Красной армии из Больших Липягов было призвано 343 человека. С 7 июля 1942 года по 18 января 1943 года село было оккупировано немецкими войсками. Жители села укрывали от оккупантов бойцов Красной армии, выходивших из окружения и бежавших из Россошанского и Острогожского немецких лагерей для военнопленных. В последние дни оккупации на территории Вейделевского района действовал партизанский отряд «Стрела». Входили в него и жители села Большие Липяги. Бойцы партизанского отряда оказывали помощь наступающим войскам 89-й стрелковой дивизии, 201-й танковой бригаде и 7 кавалеристскому корпусу. После освобождения села возобновила свою деятельность школа.
За период с 1952 по 1976 год в округе произошло три объединения колхозов. Первое объединение — колхозы им. Войкова и им. Микояна объединились в колхоз им. Микояна. Колхозы «Коминтерн», «Парижская коммуна» и «Путь к социализму» объединились в колхоз «Путь к социализму». Колхозы им. Ворошилова, РККА, «16 партсъезд» — стали единым колхозом им. Ворошилова.
В 1953 году произошло новое укрупнение. Колхозы им. Микояна, «Путь к социализму», им. Ворошилова были объединены в колхоз им. Ворошилова. Через некоторое время он был переименован в колхоз «Родина», а позже — в колхоз «Победа».
С 1947 по 1954 год в селе была проведена большая работа по озеленению и насаждению лесных полос над дорогами, балками, оврагами.
С 1960-х годов в Больших Липягах стало заметным строительство, как в колхозе, так и личных домов. Колхоз «Победа» стал одним из лучших в районе. В 1960-е годы одними из первых в районе жители Больших Липягов построили в центре села здание клуба, в котором расположилась и изба-читальня, первоначально насчитывавшая более 500 экземпляров книг.
В 1968 году было построено новое здание восьмилетней школы.
В 1976 году произошло новое объединение колхозов, связанное со специализацией. Колхоз «Победа» и вейделевский колхоз им. Фрунзе объединились в колхоз им. Фрунзе с центром в Больших Липягах.
В 1995 году село Большие Липяги стало центром Большелипяговского сельского округа, включавшего два села и хутор.

## Население
По VIII ревизии в селе было 52 «войсковых обывателя» — бывших казаков.
В 1859 году в селе Больших Липягах насчитывалось 200 дворов с 863 мужчинами и 915 женщинами.
В начале 1900-х годов в Больших Липягах было 375 дворов, 2464 жителя (1269 мужчин, 1195 женщин).
По данным 1905 года — уже 385 дворов, 2922 жителя.
В 1928 году в Больших Липягах — 355 дворов, 1892 жителя; в 1932 году — 1616 жителей.
На 17 января 1979 года в Больших Липягах — 669 жителей, на 12 января 1989 года — 646 (302 мужчины, 344 женщины).
В 1995 году в Больших Липягах проживало 690 человек.
| 1859 | 1897  | 2002 | 2010 |
| ---- | ----- | ---- | ---- |
| 1778 | ↗1796 | ↘620 | ↘608 |

## Инфраструктура
- В 1980-е годы началось строительство административных зданий, благоустройство и газификация села. Были построены: 3-этажное здание средней школы — в 1989 году, административное здание правления колхоза — в 1985 году, торговый центр, вмещающий в себя три магазина, сберкассу, отделение связи, медицинский пункт, АТС, колхозный магазин и столовую — в 1986 году, складские помещения. В этот период времени было построено много жилых домов — как бесплатных колхозных квартир, так и квартир с 50-процентной скидкой. С 1987 года началась газификация села. В летний период было газифицировано 80 % жилых домов, административных зданий.
- В конце 1991 — начале 1992 года в соответствии с Постановлением Правительства РФ № 86 от 29 декабря 1991 года «О порядке реорганизации колхозов и совхозов» колхозы, совхозы были преобразованы в акционерные общества. Согласно этому 7 февраля 1992 года колхоз им. Фрунзе на общем собрании колхозников был преобразован в акционерное общество закрытого типа «Центральное». Именно в этот период все колхозные квартиры были приватизированы их владельцами. В начале 1990-х годов хозяйство (в 1992 году — 555 колхозников) производило молоко, мясо, зерно, сахарную свеклу, овощи. В 1995 году акционерное общество арендовало в общей сложности 9632 га сельскохозяйственных угодий. Из них: 7537 га пашни, 159 га сенокосов, 1936 га пастбищ. За счет земель бывшего колхоза им. Фрунзе было организовано около 10 фермерских хозяйств со средним наделом на одного фермера в 47 га.
- По состоянию на 1995 год на территории населенного пункта имелись: административные здания, средняя школа, Дом культуры, библиотека, фельдшерско-акушерский медицинский пункт, торговый центр, включающий в себя 2 магазина и кафе, отделение связи, сберкасса, АТС, хлебопекарня, маслоцех, газовая котельная[2].

## Достопримечательности
На территории Большелипяговской сельской администрации расположены братская могила, мемориал Памяти и памятник Неизвестному солдату. Ежегодно в день Победы и в День освобождения Вейделевского района от немецко-фашистских захватчиков (18 января) здесь собираются односельчане, чтобы почтить память тех, кто сражался против врага.